# Hippothoa imperforata
Hippothoa imperforata är en mossdjursart som beskrevs av Liu 200. Hippothoa imperforata ingår i släktet Hippothoa och familjen Hippothoidae. Inga underarter finns listade i Catalogue of Life.